# Hrabstwo Union (Karolina Południowa)
Hrabstwo Union – hrabstwo w stanie Karolina Południowa w USA.

## Geografia
Według United States Census Bureau całkowita powierzchnia hrabstwa wynosi 1336 km² z czego 1331 km² stanowią lądy, a 5 km² stanowią wody. Według szacunków w roku 2010 hrabstwo zamieszkiwało 28 961 mieszkańców. Jego siedzibą administracyjną jest Union.

### Miasta
- Carlisle
- Jonesville
- Lockhart
- Union

### CDP
- Buffalo
- Monarch Mill

### Sąsiednie hrabstwa
- Hrabstwo Cherokee (północ)
- Hrabstwo York (północny wschód)
- Hrabstwo Chester (wschód)
- Hrabstwo Fairfield (południowy wschód)
- Hrabstwo Newberry (południe)
- Hrabstwo Laurens (południowy zachód)
- Hrabstwo Spartanburg (północny zachód)